# 女子大生
女子大生（じょしだいせい、英語: female college student）とは、広義には大学（通常は短期大学も含む）で学ぶ女性である。
女子大学生（じょしだいがくせい）ともいう。略語はJD（Joshi Daigakusei）。狭義では、女子大学に通う大学生を指すこともある。本稿では広義の女子大生について述べる。

## 概説
近代的高等教育としての女子教育は、1874年（明治7年）に東京府下に女子師範学校の設立が布達され、翌年に東京女子師範学校が設けられたことに始まるとされる。とは言え、かつて女性が大学などの高等教育機関に籍を置くことは稀であった。事実男子の学生数に比べても、当時の女子学生はその1割にも満たなかった。
男子の高等教育機関における日本初の女子大生は、東北帝国大学理科大学に1913年（大正2年）に入学した黒田チカ、牧田らく、丹下ウメの3人までさかのぼる。黒田は東京女子師範学校化学科、牧田は同校数学科、丹下は日本女子大学校（当時は専門学校令に基づく（旧制）専門学校だった）化学科の出身であった。この3名は当時特に世間の注目を集めた。なお、3人の入学許可が官報に掲載された8月21日は女子大生の日となっている。それ以後、九州・北海道・大阪・名古屋の各帝国大学や東京・広島の両文理科大学も女子の入学を認めていった。
私学では（専門学校令準拠の）東洋大学や日本大学専門部に続き、同志社大学（1923年）、明治大学（1932年）、法政大学（1934年）、早稲田大学（1939年）などが女子学生を受け入れ、女子専門学校から進学する者もいた。
日本で一般に女子大生が見られるようになったのは、1950年代頃からである。1960年（昭和35年）前後には、文学部などで男子学生よりも女子学生の比率が高くなり、「女子大生亡国論」がマスメディアをにぎわせるようになった（「女子大生亡国論」は、『婦人公論』に掲載された、早稲田大学教授の暉峻康隆の「女子学生世にはばかる」、慶應義塾大学教授の池田彌三郎の「大学女禍論」が発端である）。1970年代までの日本では、大学を卒業しても就職する女性が少なく、また一般職で就職したとしても当時は数年で退社するのが常であり、20代中盤までに結婚することを前提として、高度な教養を身に付けることを目的に大学で学ぶ女性が多かった。
女子の大学進学が大衆化した1980年代には、テレビ番組『オールナイトフジ』などで素人の（芸能人でない）女子大生がマスメディアでもてはやされ、女子大生ブームといわれた。やがて1990年代に入り、不況下で女子大生たちの就職難が社会問題化した（女子大生の就職氷河期）。
「女子大生」は、かつて個人によって商標登録されていた。登録番号4354802、登録日平成12年1月28日、商品区分（商品及び役務の区分並びに指定商品又は指定役務）はビール、清涼飲料、果実飲料、飲料用野菜ジュース、日本酒、洋酒、果実酒。その後、存続期間の更新登録がされず、平成22年1月28日に商標権は消滅した。

### ファッション
- 多くの高等学校では通学時に制服を着用するため通学時に学生がファッションに気を使う場面は少ないが、大学進学を機に気を使い始める者が多い。特に高校を卒業した直後の、18歳から19歳の女子においては大人の女性への第一歩として、初めて化粧をしたり、流行にあわせた服装をしたり、ストッキングを着用する（ただし、出身高校によっては規定により、冬季に防寒用としての着用をすでに経験している者もいるため、必ずしもこの段階で初めて着用するとは限らない）。
- 1981年（昭和56年）、ボートハウスのトレーナーが女子大生を中心に若い女性達の間で大ブームとなり、いわゆる女子大生ブームが発生した。ファッション・ジャンル的には1978年（昭和53年）に流行したハマトラ（横浜トラッド）の系譜をひくお嬢様系で、「ボートハウスのトレーナーにチェック柄のスカート、靴はローファー」など平底の靴、が定番であった。
- 1980年代 バブル経済全盛期、女子大生向けのファッション雑誌が多く発行される。白ブラウスにカーディガン、ハイウエストのミニスカートまたはパンツルック、前髪をニワトリの鶏冠のように立ち上がらせたいでたちで、渋谷などを練り歩いた。
- 1990年代はコギャルブームを巻き起こした女子中高生世代（ポスト団塊ジュニア）に取って代わられたが、2000年代に彼女たちの大学進学や就職を機にお姉系ブームが発生した。